# Parma Calcio 1913 (femminile)
Il Parma Calcio 1913, noto anche come Parma Women, è la sezione femminile dell'omonimo club calcistico italiano, con sede nella città di Parma.
Milita in Serie B, la seconda serie del campionato italiano. Per la stagione 2025-2026 ha acquisito il diritto a partecipare alla Serie A.

## Storia
Nel 2015, anno della rifondazione della formazione maschile a seguito del fallimento societario, viene anche creata una formazione femminile, che viene immediatamente iscritta alla Serie C come Parma Calcio 1913 e, dall'anno successivo, sotto il nome Academy Parma Calcio. Dopo la retrocessione del 2017, nel 2018 la squadra ottiene la promozione in Serie C, rimanendovi però solo fino alla stagione 2019-2020, poi conclusasi anzitempo per via dello scoppio della pandemia di COVID-19. Dopo la cancellazione della stagione successiva, iniziata ma prestissimo sospesa e poi interrotta, la formazione emiliana riprende le attività nell'annata 2021-2022, in cui le crociate, guidate da Ilenia Nicoli, ottengono un'altra promozione in Serie C, la seconda della loro storia.
Tuttavia, il 10 giugno 2022, il presidente Kyle Krause (che aveva acquistato la società maschile nel 2020) annuncia ufficialmente l'acquisto delle quote dell'Empoli Ladies FBC dall'Empoli Football Club, cambiandone denominazione ed identità, ed iscrivendo la squadra alla Serie A 2022-2023, prima stagione professionistica nella storia del calcio femminile italiano. Nasce così, con la denominazione di Parma Calcio 2022, la nuova squadra femminile del Parma Calcio 1913.
Nei giorni seguenti, vengono ufficializzati sia lo staff, sia la rosa della nuova squadra. Dall'Empoli arrivano sia l'allenatore (Fabio Ulderici), sia il direttore sportivo (Domenico Aurelio), nonché diverse calciatrici della prima squadra toscana nella stagione precedente, tra cui Alessia Capelletti, Bianca Bardin e Ludovica Silvioni. Le due uniche conferme della rosa vittoriosa in Eccellenza, invece, sono le giovani Ravanetti e Remondini. Nell'agosto seguente, viene anche reso noto che la squadra avrebbe disputato tutte le sue partite in casa allo stadio Ennio Tardini, condiviso dunque con la formazione maschile: il Parma è così diventato il secondo club della massima serie femminile italiana a ospitare gli incontri delle prime squadre maschile e femminile nello stesso impianto, poco dopo la Sampdoria.
Il 29 agosto 2022, il Parma femminile debutta ufficialmente in Serie A, perdendo per 4-1 contro l'Inter: nella stessa occasione, Danielle Cox mette a referto la prima rete della storia della squadra, segnando il gol della bandiera. La prima stagione in Serie A per le crociate si conclude con un decimo posto e una retrocessione in Serie B. Nella stagione successiva la squadra, passata alla denominazione Parma Calcio 1913, si classifica in terza posizione, rimanendo in cadetteria. Nel campionato seguente arriva la prima, storica promozione sul campo in Serie A.

## Società

### Organigramma societario
Organigramma aggiornato al 17 luglio 2022.
- Kyle Krause - Presidente
- Tanner Krause - Consigliere Delegato
- Oliver Krause - Consigliere Delegato
- Domenico Aurelio - Head of Women Football
- Luca Emanuele Bonomo - Head Scout
- Elisabetta “Berta” Ferrari - Team Manager
- Giovanni Valenti - Allenatore
- Martina Capelli - Club Manager
- Christian Povolo - Segretario generale
- Federico Golfieri - Responsabile area comunicazione

## Organico

### Rosa 2024-2025
| N. |                        | Ruolo | Calciatrice      |
| -- | ---------------------- | ----- | ---------------- |
| 1  | Italia (bandiera)      | P     | Fabiana Fierro   |
| 5  | Italia (bandiera)      | C     | Laura Peruzzo    |
| 6  | Italia (bandiera)      | D     | Carlotta Masu    |
| 7  | Francia (bandiera)     | C     | Iris Rabot       |
| 8  | Italia (bandiera)      | C     | Giada Pondini    |
| 9  | Italia (bandiera)      | A     | Gaia Lonati      |
| 11 | Italia (bandiera)      | A     | Danila Zazzera   |
| 12 | Italia (bandiera)      | P     | Lucia Sassi      |
| 14 | Italia (bandiera)      | D     | Giulia Asta      |
| 15 | Stati Uniti (bandiera) | D     | Lauren Lapomarda |
| 16 | Italia (bandiera)      | D     | Federica Rizza   |
| 17 | Italia (bandiera)      | A     | Gaia Distefano   |
| 18 | Italia (bandiera)      | C     | Jasmine Mounecif |
| 19 | Italia (bandiera)      | C     | Elena Nichele    |
| 20 | Italia (bandiera)      | D     | Jenny Requirez   |

| N. |                        | Ruolo | Calciatrice                 |
| -- | ---------------------- | ----- | --------------------------- |
| 21 | Slovenia (bandiera)    | A     | Nina Kajzba                 |
| 22 | Italia (bandiera)      | C     | Anna Catelli                |
| 23 | Italia (bandiera)      | A     | Alessia Rognoni             |
| 24 | Italia (bandiera)      | D     | Sofia Meneghini             |
| 25 | Italia (bandiera)      | D     | Caterina Ambrosi (capitano) |
| 26 | Italia (bandiera)      | C     | Maria Gueguen               |
| 27 | Italia (bandiera)      | A     | Caterina Ferin              |
| 28 | Italia (bandiera)      | C     | Zhanna Ferrario             |
| 29 | Ungheria (bandiera)    | C     | Szandra Ploner              |
| 46 | Italia (bandiera)      | C     | Veronica Benedetti          |
| 73 | Inghilterra (bandiera) | D     | Danielle Cox                |
| 77 | Italia (bandiera)      | P     | Matilde Copetti             |
| 81 | Italia (bandiera)      | A     | Sara Iardino                |
| 82 | Italia (bandiera)      | C     | Camilla Cini                |
| 91 | Francia (bandiera)     | C     | Annahita Zamanian           |

### Staff tecnico
Staff tecnico aggiornato al 17 luglio 2025.
- Giovanni Valenti - Allenatore
- Michele Cavalli - Allenatore in seconda
- Mattia Bigi - Preparatore atletico
- Manuel Castelluzzo - Preparatore atletico
- Carmelo Roselli - Allenatore dei portieri
- Fabrizio Martellotta - Allenatore dei portieri
- Simone Saravo - Match analyst
- Elisabetta “Berta” Ferrari - Team manager
- Giorgia Silvestri - Recupero infortunati
- Federica Miozzi - Nutrizionista
- Daniele Delre - Medico
- Massimiliano Alesci - Medico
- Chiara Severini - Fisioterapista
- Paolo Paris - Fisioterapista
- Accursio Chiarello - Magazziniere